# 山下優 (AV女優)
山下 優（やました ゆう、1989年1月8日 - ）は、日本のAV女優。
新潟県出身。身長:165cm。スリーサイズ:B88・W58・H86。

## 略歴
2008年5月に“現役美大生”の触れ込みでAVデビュー。

## 出演作品

### アダルトビデオ
2008年
- SEXは芸術だ。 現役美大生デビュー （5月13日、MOODYZ） ※デビュー作
- 淫乱スタイルGALS☆乱交病棟 （6月19日、kira☆kira）…共演:愛菜りな、凛花、夏川リアナ、桜井エミリ、沢尻もも美、彩花ゆめ
- 中出し強要ギャル痴女NEO 4時間 3 （6月20日、ケイ・エム・プロデュース）…オムニバス作品 他出演:桜井りな、小坂舞彩、中居みゆ、遠山まりな、藍花
- 素人Aneギャル HEAVEN 4時間 （6月20日、ケイ・エム・プロデュース）…オムニバス作品 他出演:妃乃ひかり、加藤ツバキ、中川茅乃、藤咲さくら、浦澤玲奈
- ギャルは中出し、時々、3P 4 （6月23日（レンタル）／7月18日（セル）、VIP）…オムニバス作品 他出演:大塚ひな、沢尻もも美
- ザーメン中出し凌辱エステティシャン （9月1日、ワンズファクトリー）
- イキ顔を見て粘るザーメンを飲んであげる （10月1日、ワンズファクトリー）…オムニバス作品 他出演:村上里沙、辻さき、七咲楓花、香坂美優、愛原さくら、桃咲まなみ、水原かのん
- タランチュラ 02 （10月22日、プレステージ）
- 生意気女子校生をレイプして生中出ししちゃいました! NEO （11月21日、ケイ・エム・プロデュース）…オムニバス作品 他出演:ふわり、桜井春

2009年
- 狂おしき接吻と情交 新妻と義父 （1月22日、ヒビノ）
- 女教師奴隷 （6月1日、中嶋興業）
- ヒロイン触手凌辱 Vol.07 ソフィアレディー編 （6月12日、GIGA）
- オトナノジカン 03 （10月16日、ゴーゴーズ）
- ちくびいじられながら淫語 寸止め手コキディルドオナニー （12月25日、サイド・ビー制作室）…オムニバス作品 他出演:葉月沙絢 ほか

### オリジナルビデオ
2009年
- 監禁人妻（秘）劇場 淫らに縛られて… （8月7日、竹書房）…オムニバス作品 他出演:水野美香